# Gäddviksundet
Gäddviksundet is een verbreding in de Lule ten zuidoosten van de stad Luleå. Het sundet wijst erop, dat het vroeger een zeestraat was aan de Botnische Golf, maar door de postglaciale opheffing van het gebied ligt het wat meer landinwaarts en maakt nu onderdeel uit van de rivier. De waterweg ligt tussen het schiereiland Nordantillheden aan de noordkant en het vasteland in het zuiden. Het eiland Granden zorgt ervoor dat het water niet vrij naar de Lulefjärden kan doorstromen.
Het dorp Gäddvik ligt op de zuidoever, het dorp Norra Gäddvik op de noordoever. Er liggen twee bruggen over de voormalige zeestraat, een burg voor lokaal verkeer uit 1945 en een brug in het traject van de Europese weg 4 uit 1978.